# Nyikita Szergejevics Kljukin
Nyikita Szergejevics Kljukin (Никита Сергеевич Клюкин, Ribinszk, 1989. november 10. – Jaroszlavl, 2011. szeptember 7.) orosz profi jégkorongozó, a Lokomotyiv Jaroszlavl (KHL) egykori csatára. A csapat saját nevelésű játékosaként két junior világbajnokságon képviselte hazája színeit. A 2011-es jaroszlavli légi katasztrófa áldozata lett.

## Elemzők véleménye
Fizikai adottságai miatt még nem sikerült meghatározó játékosnak lennie, viszont szorgalmát jelezte, hogy kevés jégidővel is, sikerült pontokat termelnie.

## Statisztikák
| 2005-2006 | Lokomotiv-2 Yaroslavl | RUS-3    | 14 | 4  | 2  | 6  | 6  | —  | — | — | — | —  |
| 2006–2007 | Lokomotiv-2 Yaroslavl | RUS-3    | 44 | 10 | 18 | 28 | 36 | —  | — | — | — | —  |
| 2007–2008 | Lokomotiv-2 Yaroslavl | RUS-3    | 34 | 16 | 13 | 29 | 12 | 8  | 4 | 4 | 8 | 14 |
| 2008–2009 | Lokomotiv-2 Yaroslavl | RUS-3    | 4  | 3  | 4  | 7  | 0  | —  | — | — | — | —  |
| 2008–2009 | Lokomotiv Yaroslavl   | KHL      | 19 | 2  | 3  | 5  | 8  | 15 | 1 | 2 | 3 | 6  |
| 2009–2010 | Lokomotiv Yaroslavl   | KHL      | 38 | 4  | 3  | 7  | 14 | 6  | 2 | 1 | 3 | 0  |
| 2010–2011 | Lokomotiv Yaroslavl   | KHL      | -  | -  | -  | -  | -  | -  | - | - | - | -  |
| KHL össz  | KHL össz              | KHL össz | 57 | 6  | 6  | 12 | 22 | 21 | 3 | 3 | 6 | 6  |